# Blajmil
Blajmil (en arabe : ابلا اجميل) est une commune rurale du sud de la Mauritanie, située dans le département de Kankossa de la région d'Assaba.

## Géographie
La commune de Blajmil est située au sud dans la région d'Assaba et elle s'étend sur 3 273 km2.
Elle est délimitée au nord par les communes d'El Melgue et d'Aghoratt, à l’est par les communes d'Egharghar et d'Aïn Farba, au sud par les communes de Tenaha et de Hamed, à l'ouest par les communes de Kankossa et de Sani.
Le village de Oumguenat, situé à 20 km à l’est du chef lieu, fait partie des endroits les plus isolés et vulnérables de la communes car ses habitants n'ont pas accès à l'eau potable.

## Histoire
Blajmil a été érigée en commune par l'ordonnance du 20 octobre 1987 instituant les communes de Mauritanie.

## Démographie
Lors du Recensement général de la population et de l'habitat (RGPH) de 2000, Blajmil comptait 12 931 habitants.
Lors du RGPH de 2013, la commune en comptait 18 080, soit une croissance annuelle de 2,7 % sur 13 ans.

## Économie
L'agriculture est au centre de l'économie de Blajmil, comme quasiment toutes les communes de la région. Mais cette économie est fragile car elle rencontre des obstacles à son développement, notamment les conditions climatiques ou le manque de moyens des agriculteurs. Pour faire face à ces obstacles, l'état ou différentes ONG financent des projets qui améliorent les conditions de vie des habitants.

## Santé
Blajmil possède un point de santé entièrement équipé, inauguré en 2018. Il est composé d'un staff médical et d'infrastructures permettant un meilleur accès aux soins de base des habitants environnants. 